# Ga Wonsi
Ga Wonsi (Tiếng Hàn: 원시역, Hanja: 元時驛) là ga tàu điện ngầm trên Tuyến Seohae ở nằm ở Wonsi-dong, Danwon-gu, Ansan-si, Gyeonggi-do.

## Lịch sử
- 21 tháng 10 năm 2013: Công bố kinh doanh tuyến đường sắt và quyết định đặt tên ga là Ga Wonsi[1]
- 6 tháng 4 năm 2018: Thông báo về bảng khoảng cách đường sắt[2]
- 16 tháng 6 năm 2018: Nhà ga được khai trương.[3]

## Bố trí ga
| ↑ Siu            |
| \| S/B           |
| Bắt đầu·Kết thúc |

| Hướng Bắc | ● Tuyến Seohae | ← Hướng đi Choji · Sosa · Sân bay Quốc tế Gimpo · Ilsan |
| Hướng Nam | ● Tuyến Seohae | → Kết thúc tại ga này                                   |

## Xung quanh nhà ga
- Khu liên hợp công nghiệp quốc gia Banwol (Ansan Smart Hub)
- Công viên đài quan sát
- Byeolmang Seongji

## Thư viện

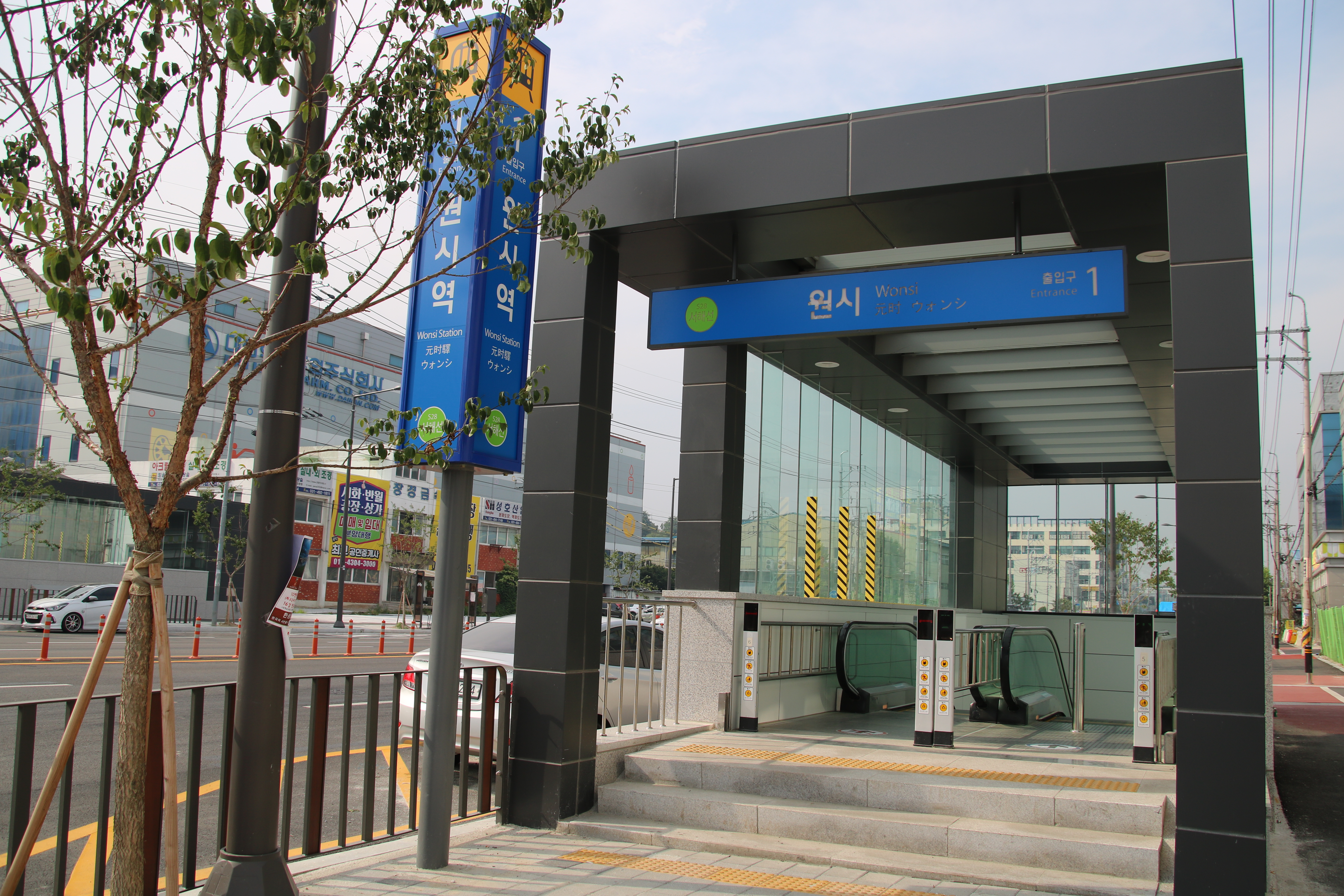
Lối ra số 1
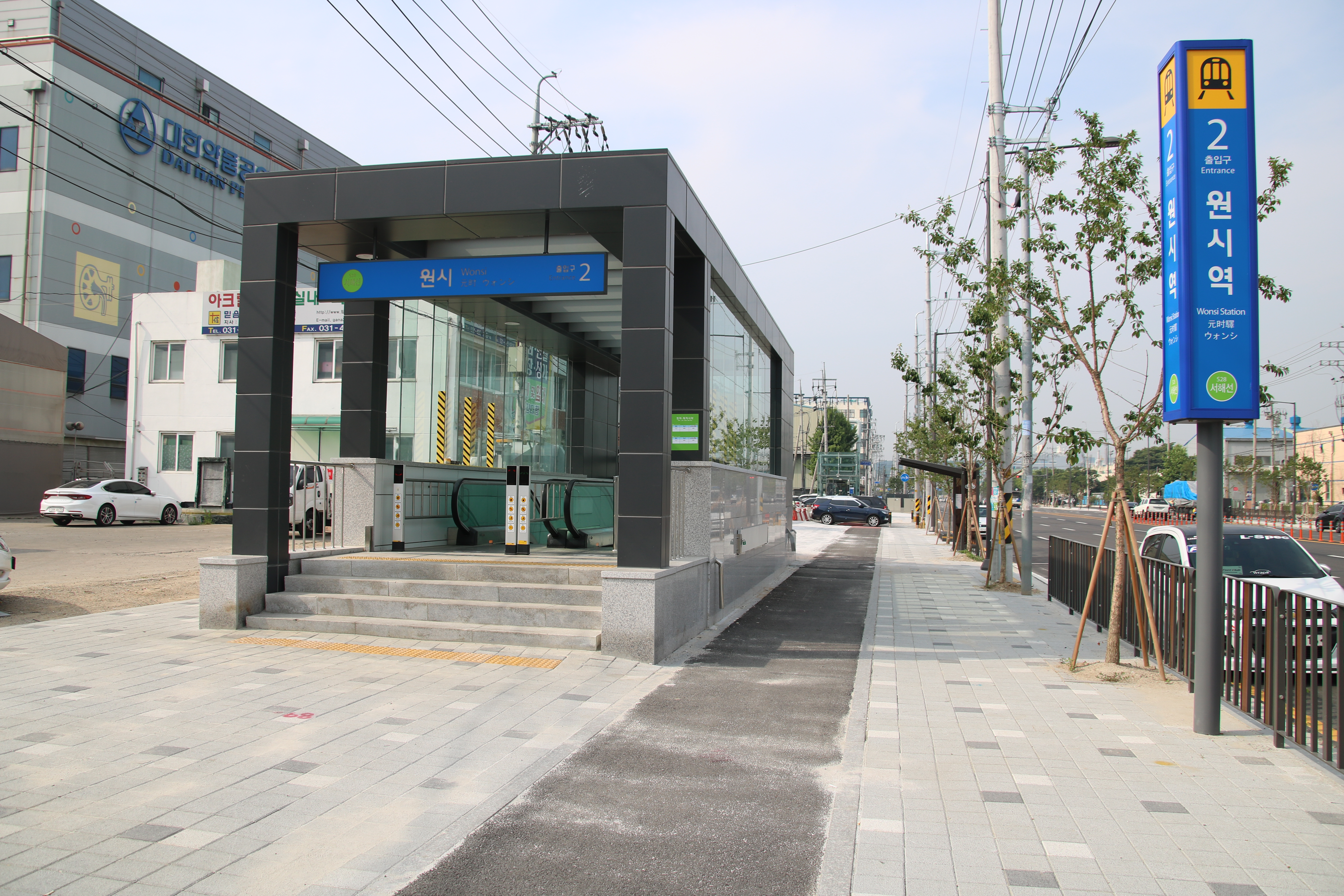
Lối ra số 2
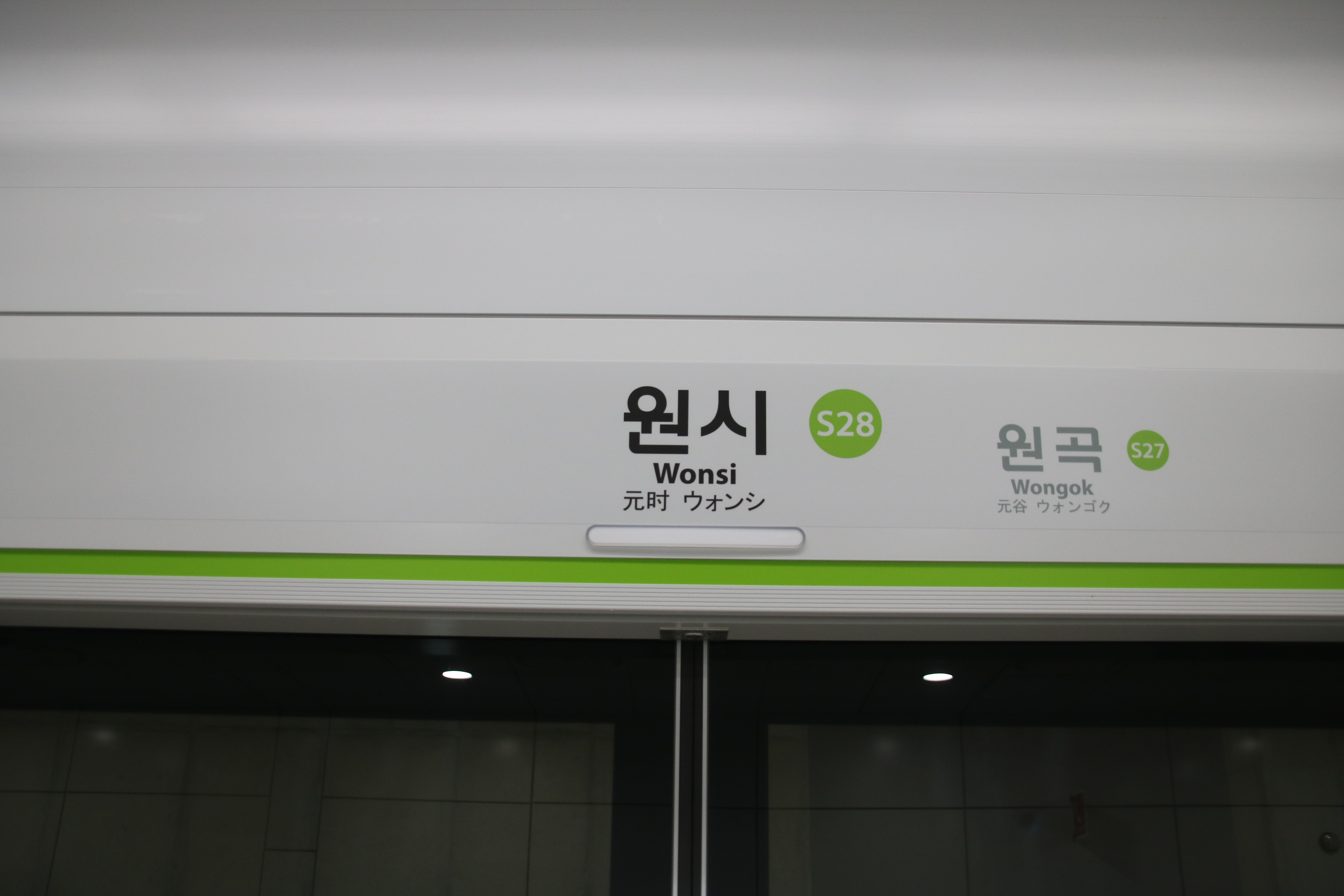
Bảng tên ga tại cửa chắn sân ga